# Edvard 1. af Portugal
Edvard 1. af Portugal (portugisisk: Duarte I de Portugal) (født 31. oktober 1391, Viseu, Portugal, død 9. september 1438, Tomar, Portugal) var konge af Portugal fra 1433 til 1438. Han tilhørte Aviz-dynastiet og var søn af kong Johan 1. af Portugal og den engelske prinsesse Philippa af Lancaster. Han blev efterfulgt af sin ældste søn Alfons 5.

## Eksterne links
- Wikimedia Commons har flere filer relateret til Edvard 1. af Portugal

1. ↑  Navnet er anført på engelsk og stammer fra Wikidata hvor navnet endnu ikke findes på dansk.